# Antico (personaggio)
(Antico nel film Doctor Strange)
L'Antico (Ancient One) è un personaggio dei fumetti, creato da Stan Lee (testi) e Steve Ditko (disegni), pubblicati dalla Marvel Comics. La sua prima apparizione avviene in Strange Tales (Vol. 1) n. 110 (luglio 1963). Mentre come High Lama è apparso la prima volta in Amazing Adventures n. 1 (giugno 1961), creato da Stan Lee (testi) e Jack Kirby (disegni).
Antico è stato il maestro del Dottor Strange e di altri mistici, è un potentissimo mago dell'Universo Marvel.

## Biografia del personaggio
Nell'antico reame tibetano di Kamar-Taj circa 500 anni fa vivevano due amici. Uno dei due, Kaluu, scoprì di possedere poteri magici e volle condividerli con l'amico, un semplice agricoltore. Ben presto i due si trovarono in disaccordo su come utilizzare i poteri: Kaluu voleva usarli per fini personali come la conquista del potere, il contadino voleva invece difendere gli abitanti del regno. Kaluu riuscì nei suoi scopi anche grazie alla capacità di influenzare le menti altrui e nel giro di poco tempo piegò al suo volere tutti gli abitanti del regno. Organizzò un incredibile esercito di esseri immortali e conquistò i territori vicini. Il contadino, non essendo stato capace di fermare l'ascesa al potere del vecchio amico, finì in schiavitù.
Pur non essendo molto esperto nelle arti mistiche, il prigioniero tentò il tutto per tutto per cercare di fermare Kaluu e invocò un'epidemia mistica che uccise tutti gli abitanti del regno e mise il tiranno in fuga. Stupito da ciò che era stato in grado di fare e volendo evitare gli stessi errori in futuro, il contadino, che attraverso l'incantesimo era invecchiato di parecchi anni, decise di riprendere e approfondire i suoi studi di magia e si trasferì presso un ordine mistico che si era consacrato alla lotta contro la magia nera e si ribattezzò "l'Antico".

### Acquisire la conoscenza
Divenuto un mago molto esperto, riuscì a essere convocato da Eternità, l'incarnazione della forza vitale dell'universo, che gli donò l'amuleto di Agamotto e gli conferì il titolo di Mago Supremo della dimensione terrestre. In seguito Antico aumentò il suo potere grazie all'acquisizione del Libro dei Vishanti, la più grande fonte di magia bianca esistente. Successivamente si trasferì nell'Himalaya e si stabilì in un palazzo dove diversi monaci si misero al suo servizio.
A Londra, durante il grande incendio di Londra, Antico affrontò per la prima volta Dormammu, il temibile Signore della Dimensione Oscura, e riuscì a sconfiggerlo. Pur essendo un abile mago, iniziò a riconoscere i suoi limiti dovuti alla sua mortalità e decise di trovare un discepolo a cui lasciare le proprie conoscenze. Il primo fu un giovane di nome Mister Jip, che si rivelò una delusione poiché interessato soprattutto allo studio di libri proibiti. Successivamente sotto mentite spoglie l'Antico avvicinò il giovane psichiatra Antony Ludgate che poteva avere le caratteristiche per divenire il suo successore, ma inaspettatamente il vecchio mago ottenne l'offerta di Karl Amadeus Mordo di divenire il suo allievo prediletto. Pur notando il male che si annidava dentro Mordo, l'Antico lo prese come discepolo nella speranza di poter cambiare il suo atteggiamento.

### Assunzione di un apprendista
Ma le cose non migliorarono, soprattutto quando Mordo scoprì che l'Antico aveva già deciso che il suo successore doveva essere Stephen Strange, un egocentrico chirurgo statunitense. Non sopportando di essere messo in secondo piano, Mordo cominciò a influenzare negativamente la vita di Strange che era però protetto dall'Antico. Alla fine Mordo si rassegnò e si alleò con Dormammu, assumendo l'identità di Barone Mordo. Ormai divenuto suo malgrado studente di Antico, Strange non credeva molto nelle arti mistiche ma dovette ricredersi quando fu attaccato da Mordo e non avendo altri mezzi che la magia per difendersi divenne ufficialmente l'erede del suo maestro, che gli donò l'amuleto di Agamotto e il Libro dei Vishanti.
Pur essendosi ritirato, Antico tornò diverse volte in aiuto del suo vecchio allievo, come quando Strange dovette combattere il demone Zom o la creatura extra-dimensionale Shuma-Gorath contro cui si sacrificò per bloccare il suo portale verso la dimensione terrestre. Ma avendo la sua coscienza raggiunto un alto livello di conoscenza l'Antico riuscì a raggiungere l'immortalità e si fuse con Eternità divenendo il suo Avatar, tornando ogni volta che il Dottor Strange aveva bisogno di lui, sotto forma astrale.

## Poteri e abilità
Essendo il Mago Supremo della dimensione terrestre Antico è in grado di manipolare le arti mistiche avendone una forte predisposizione. Antico è in grado di spostarsi sul piano astrale e teleportarsi in diverse località, di ipnotizzare i suoi interlocutori o di leggere i loro pensieri, inoltre è in grado di rilasciare delle scariche mistiche o degli scudi mistici, e utilizzare forze extra-dimensionali. Si serve anche di alcuni oggetti mistici, per potenziare i suoi poteri, come l'Occhio di Agamotto e il Libro dei Vishanti.

## Altri media
- Nel 2007 è stato distribuito direttamente su DVD dalla Lions Gate Entertainment un film d'animazione con il maestro di Strange come coprotagonista, Dottor Strange - Il mago supremo. Il film animato è stato prodotto dai Marvel Studios.
- L'Antico compare in un episodio nella serie animata Spider-Man - L'Uomo Ragno.
- L'Antico compare anche nella serie animata del Marvel Cinematic Universe What If...?.

### Marvel Cinematic Universe
L'Antico appare nel Marvel Cinematic Universe; contrariamente ai fumetti, il personaggio è un celtico androgino interpretata da Tilda Swinton. Il casting di Swinton è stato ampiamente criticato ed accusato di whitewashing. Il regista Scott Derrickson e il co-sceneggiatore C. Robert Cargill volevano evitare di adattare il personaggio come rappresentato nei fumetti, poiché ritenevano che stesse perpetuando gli stereotipi asiatici di Fu Manchu del periodo, aggravando anche il dibattito sulla sovranità del Tibet. Derrickson inizialmente voleva far diventare il personaggio una donna asiatica, ma sentiva che questo avrebbe invocato lo stereotipo della Dragon Lady o il feticismo asiatico, a seconda dell'età dell'attrice. Voleva anche evitare lo stereotipo di un "personaggio occidentale che viene in Asia per imparare a essere asiatico", quindi alla fine ha deciso di scegliere un attore non asiatico per il ruolo. Swinton è stata scelta perché Derrickson credeva che lei potesse interpretare il lato "prepotente, riservato, etereo, enigmatico [e] mistico" del personaggio. Swinton ha interpretato il personaggio come se fosse androgino, nonostante il film utilizzi il pronome "lei" per riferirsi al personaggio. Derrickson si è detto soddisfatto della diversità del cast del film, in termini sia di genere che di etnia, ma ha riconosciuto che "gli asiatici sono stati vittime di whitewashing e stereotipati nel cinema americano per oltre un secolo e le persone dovrebbero essere arrabbiate al riguardo o non cambierà nulla. Quello che ho fatto era il minore di due mali, ma è pur sempre un male". Ripensando al casting nel maggio del 2021, Feige ha detto che lo studio pensava di essere "così intelligente e così all'avanguardia" quando ha evitato lo stereotipo del vecchio saggio asiatico, ma la critica al casting è stata un campanello d'allarme con il quale si sono resi conto che avrebbero potuto scegliere un attore asiatico per il ruolo senza inciampare negli stereotipi.
- In Doctor Strange (2016), l'Antico è il maestro di Stephen Strange, che lo addestra fino a farlo diventare il nuovo Stregone Supremo. Alla fine del film, viene uccisa da Kaecilius.
- In Avengers: Endgame (2019), gli Avengers tornano indietro nel tempo nella New York del 2012, e Bruce Banner chiede in prestito dall'Antico la Gemma del Tempo promettendogli di restituirgliela. L'Antico accettò dopo che Bruce gli disse che Strange cedette volontariamente la Gemma del Tempo a Thanos (intuendo che Strange avesse avuto un ragionevole motivo per averlo fatto).